# NA-132
La NA-132 o Carretera de la Zona Media, recorre Navarra de este a oeste siendo de Interés General del Gobierno de Navarra.

## Recorrido
| Id.                       | PK | Salida                        | Dirección                                                                         |
| ------------------------- | -- | ----------------------------- | --------------------------------------------------------------------------------- |
| Tramo 1: Estella-Tafalla  |    |                               |                                                                                   |
| NA-132                    | 0  |                               | NA-1110 Estella, Viana, Logroño Villatuerta, Astráin, Pamplona                    |
| NA-132                    | 0  |                               | NA-6095 Villatuerta                                                               |
| NA-132                    | 1  |                               | A-12 Estella, Logroño                                                             |
| NA-132                    | 1  |                               | A-12 Puente la Reina, Pamplona                                                    |
| NA-132                    | 5  |                               | NA-8403 Oteiza                                                                    |
| NA-132                    | 7  |                               | NA-8403 Oteiza                                                                    |
| NA-132                    | 7  |                               | Litzarra                                                                          |
| NA-132                    | 17 |                               | NA-601 Larraga, Berbinzana, Lerín                                                 |
| NA-132                    | 18 |                               | NA-601 Mendigorria, Puente la Reina, Pamplona Ciudad Romana de Andelos            |
| NA-132                    | 22 |                               | NA-6020 Pamplona, Artajona Cerco de Artajona NA-6100 Falces Poblado de Las Eretas |
| NA-132                    | 32 |                               | NA-6140 Miranda de Arga, Lerín NA-8608 Tafalla                                    |
| NA-132                    | 35 |                               | N-121 Olite, Zaragoza, Madrid Tafalla, Pamplona                                   |
| Tramo 2: Tafalla-Sangüesa |    |                               |                                                                                   |
| NA-132                    | 35 |                               | NA-8607 Olite Pueyo                                                               |
| NA-132                    | 35 | Travesía de Tafalla           | Travesía de Tafalla                                                               |
| NA-132                    | 44 | Travesía de San Martín de Unx | Travesía de San Martín de Unx                                                     |
| NA-132                    | 46 |                               | NA-5300 Olite                                                                     |
| NA-132                    | 47 |                               | San Martín de Tours NA-5310 Ujué Iglesia-Fortaleza de Ujué                        |
| NA-132                    | 51 |                               | NA-5110 Olleta, Pueyo La Asunción                                                 |
| NA-132                    | 52 | Travesía de Lerga             | Travesía de Lerga                                                                 |
| NA-132                    | 57 |                               | NA-8605 Eslava                                                                    |
| NA-132                    | 59 |                               | NA-8605 Eslava                                                                    |
| NA-132                    | 62 |                               | NA-5320 Gallipienzo NA-5141 Ayesa, Gallipienzo                                    |
| NA-132                    | 65 |                               | NA-5140 Sada, Moriones, Ezprogui                                                  |
| NA-132                    | 66 |                               | NA-5140 Sada, Moriones, Ezprogui                                                  |
| NA-132                    | 67 |                               | NA-8606 Aibar, Leache                                                             |
| NA-132                    | 68 |                               | NA-534 Cáseda, Aibar, Leache                                                      |
| NA-132                    | 70 |                               | NA-8606 Aibar, Leache                                                             |
| NA-132                    | 74 |                               | NA-8603 Sangüesa, Liédena Castillo de Javier                                      |